# غريس (نيويورك)
غريس (بالإنجليزية: Greece (town), New York)‏ هي منطقة سكنية تقع في الولايات المتحدة في نيويورك (ولاية). يقدر عدد سكانها بـ 96,095 نسمة .

## المدن التوأمة
مدن رودس (جزيرة) و فيتري هي مدن توأمة لـغريس (نيويورك).

## أعلام
- جينيفر كودي